# TR-143
TR-143 (Edición: 1 Enmienda1, Corrección de Errores 1, agosto de 2015) es una especificación con métodos y técnicas para realizar diagnósticos de red a través de TR-069 y tiene como título: “Enabling Network Throughput Performance Tests and Statistical Monitoring”. La especificación, desarrollada por el Broadband-Forum es necesaria para la medición, visualización y gestión en tiempo real (monitorización activa, engl. active monitoring) de ciertas conexiones o partes de una red. Proporciona capacidades para la motorización continua de las prestaciones de la red y reacción rápida frente a errores. Teniendo en cuenta que TR-069 ya posibilita operar tanto el dispositivo de gestión principal como los dispositivos de usuario finales, la extensión TR-143 permite determinar si una fuente de error se ha producido en la red del cliente o en la red de proveedor de internet. 

## Monitorización activa
La “monitorización activa” describe la prueba, monitorización y medida controlada del rendimiento de la capa de red a la hora de enviar o recibir mensajes en la misma. Dichas pruebas se realizan en los equipos instalados en los clientes (engl. Customer-Premises Equipment, CPE) o en servidores de prueba seleccionados por el proveedor de internet, con el objetivo de identificar sobrecargas, capacidad disponible o puntos de falla en la red. La realización simultánea de pruebas debe ser evitada en una misma red, ya que el resultado final de una prueba podría verse influenciado. Generalmente, existe una distinción entre las siguientes pruebas: Upload, Download, UDPEcho, UDPEchoPlus, and ServerSelection-Tests.

### Diagnósticos iniciados por el CPE
Las pruebas iniciadas por el CPE (engl. CPE initiated diagnostics), emulan el comportamiento de un cliente durante una transacción FTP y/o HTTP. Existen dos tipos de pruebas diferenciadas. Medición en bloque o temporizada, con las cuales es posible medir el tiempo de respuesta de ciertas conexiones de red seleccionadas. Un servidor de red “autoconfigurado” envía un mensaje diagnóstico de red en el cual se especifican los parámetros de medida. El CPE recibe el mensaje e inicia la prueba enviando los mensajes requeridos al servidor de prueba. Si el servidor de prueba responde a los diferentes mensajes en el tiempo predeterminado, el CPE puede almacenar los resultados de la prueba. 

### Diagnósticos iniciados por la red
Los diagnósticos iniciados por la red (engl. network initiated diagnostics), son una alternativa para minimizar la carga de la red. Por ejemplo, diferentes servidores de prueba pueden realizar este tipo de diagnósticos con el objetivo de determinar el estado de diferentes rutas de acceso y determinar así tendencias en el rendimiento. Para realizar esto, en el caso de una prueba UDPEcho, el servidor de prueba necesita en primer lugar configurar el CPE como servidor para luego proceder con una petición. El servidor envía paquetes UDPEcho, los cuales son posteriormente respondidos por el servidor CPE. Esta prueba quedará completada con la respuesta a los paquetes enviados.

### Pruebas de rendimiento temporales
En el caso de las pruebas temporales (engl. Time-based throughput testing), diferentes velocidades de red son evaluadas y combinadas durante un tiempo de prueba definido. Esto hace posible determinar cuantos bytes de un mensaje han sido enviados o recibidos a través de la red, en que instante y con que rendimiento. Existen tres indiciadores clave: TimeBasedTestDuration, TimeBasedTestMeasurementInterval y TimeBasedTestMeasurementOffset. TimeBasedTestDuration define la duración de la prueba, la cual puede variar entre 1 y 999 segundos. MeasurementInterval define el intervalo en el cual los resultados de la prueba serán almacenados. Y MeasurementOffset, hace posible la definición del comienzo de un intervalo de medición (“MeasurementInterval”) . De esta manera, es posible reaccionar ante inicios lentos en la transmisión de mensajes o frente a ráfagas de datos a alta velocidad que no pertenecen a la prueba real.

### Conexiones Multihilo
TR-143 presenta capacidades multi-hilo o “Multi-threading / Connection”, habilitando la medida de múltiples sesiones TCP simultáneamente. Esta característica es necesaria ya que las conexiones TCP simples no permiten el envío en una misma prueba de las grandes tasas de transmisión de datos requeridas, lo cual es especialmente relevante en estas pruebas de rendimiento. Los resultados de la prueba se asignan a cada conexión individual hasta que se completa la misma. Si una de las conexiones se interrumpe o se envía un mensaje de error, toda la prueba se considerará errónea.